# Charlton (Londra)
Charlton è un quartiere di Londra, parte del Borgo londinese di Greenwich e posto nella zona sud-orientale della capitale. Sorge a 11,6 km da Charing Cross. Anticamente veniva anche definita Charlton-next-Woolwich per distinguerla da altre località omonime della contea.
È noto principalmente per essere sede del Charlton Athletic, squadra di calcio, e della Charlton House, edificio di architettura giacobita edificato tra il 1607 e il 1612.

## Storia
Per un millennio Charlton fu una parrocchia del Kent nella diocesi di Rochester. Parte della centena di Blackheath, fu solo con la costituzione del Metropolitan Board of Works che venne coinvolta nelle vicende della capitale, e in questo quadro fu inclusa in un distretto facente capo a Plumstead. Con la riforma amministrativa del 1900 della Contea di Londra, creata undici anni prima, Charlton fu aggregata al borgo metropolitano di Greenwich, che a sua volta nel 1965 trovò la sua attuale collocazione nel borgo londinese di Greenwich.